# El Hito
El Hito település Spanyolországban, Cuenca tartományban. El Hito Saelices, Almonacid del Marquesado, Huete, Montalbo és Villarejo de Fuentes községekkel határos. Lakosainak száma 130 fő (2024).

## Népesség
A település népessége az utóbbi években az alábbiak szerint változott:
| Lakosok száma | 231  | 227  | 198  | 184  | 181  | 174  | 163  | 141  | 159  | 130  |
|               | 2001 | 2004 | 2006 | 2009 | 2011 | 2014 | 2016 | 2019 | 2021 | 2024 |